# Augustin Diamacoune Senghor
O padre Augustin Diamacoune Senghor (Singalene, 4 de abril de 1928 (96 anos) — Paris, 13 de janeiro de 2007) foi um líder separatista de Casamansa, Senegal. Seu pai, Mathieu Diamacoune Senghor (um sererê) foi um dos membros fundadores e militantes ativos do Bloco Democrático Senegalês (BDS) do Presidente Senghor. Sua mãe, Martha Badiate, é uma Diola.

## Biografia
Ele é diretor do seminário do meio Notre-Dame de Ziguinchor, de 1972 a 1975, e ensina literatura africana e educação cívica no Saint-Charles Lwanga College.
Augustin Diamacoune Senghor liderou o Movimento das Forças Democráticas de Casamansa (MFDC) em dezembro de 1982, data da luta desse movimento pela independência de Casamansa até sua morte.
Ele foi preso duas vezes entre 1982 e 1987 e entre 1990 e 1991 por suas atividades políticas.
Assinou em nome do Movimento das Forças Democráticas de Casamança (MFDC) todos os acordos de paz com o governo central de Dakar, incluindo o acordo de 30 de dezembro de 2004 com o presidente senegalês Abdoulaye Wade, através de seu ministro do Interior, Ousmane Ngom.
Após a assinatura deste acordo, Casamansa passa por um período de calma, perturbado por ataques esporádicos. Mas a saúde do abade Diamacoune está se deteriorando, as lutas pelo poder dentro do MFDC aparecem, facções pegando em armas em abril de 2006, causando a morte de dezenas de pessoas.